# Felpham
Felpham är en civil parish i Storbritannien.   Den ligger i grevskapet West Sussex och riksdelen England, i den södra delen av landet, 90 km söder om huvudstaden London.